# Collard Greens
Collard Greens è un singolo del rapper statunitense Schoolboy Q, pubblicato l'11 giugno 2013 come primo estratto dall'album Oxymoron. Il singolo ha raggiunto la posizione numero 92 nella Billboard Hot 100 e la numero 36 nella Official R&B Singles Chart.

## Video musicale
Il videoclip è stato pubblicato il 7 agosto 2013 sul canale Vevo di Schoolboy Q. Nel video è presente un cameo del rapper Macklemore e del duo di produttori Nez & Rio.